# Tanja Odermatt
Tanja Odermatt (* 12. Februar 1997 in Männedorf, Kanton Zürich) ist eine ehemalige Schweizer Eiskunstläuferin, die im Einzellauf startete. Sie ist Schweizermeisterin des Jahres 2016. In den Jahren zuvor war sie Zweite respektive Dritte geworden.
Odermatt wurde 2010 Schweizer U13-Meisterin und im Folgejahr U14-Meisterin. Am Olympischen Jugendfestival 2013 in Brașov belegte sie den 6. Platz.
Im Jahr 2014 nahm sie erstmals an einer internationalen Meisterschaft teil, der Europameisterschaft in Budapest, erreichte die Kür aber um zwei Ränge nicht. Nach ihrem Schweizermeistertitel 2016 nahm sie auch der Europameisterschaft 2016 teil, verpasste dort als 28. nach dem Kurzprogramm erneut die Finalqualifikation. Im Oktober 2016 erlitt sei bei einem Sprung einen mehrfachen Bänderriss am rechten Fuss. Aufgrund dieser Verletzung musste sie auch die Teilnahme an den Olympischen Spielen 2018 absagen. Trotz des grossen Trainingsrückstands konnte Odermatt im Dezember 2018 an den Schweizermeisterschaften 2019 in Wetzikon teilnehmen und erreichte den 5. Rang. Die Saison 2019 musste sie allerdings wegen Hüftschmerzen abbrechen. Anfang 2020 unterzog sie sich einer Operation. Ende 2020 trat sie vom Spitzensport zurück.